# NEMA連接器
NEMA連接器是一種交流電源插頭和插座，主要用於北美，其他採用美國電氣製造商協會標準的國家或地區也使用這種連接器。NEMA佈線裝置的額定電流為15A至60A，額定電壓為125V至600V。 接觸刀片寬度、形狀、方向和尺寸的不同組合創造了不可互換的連接器，這些連接器在電壓、電流承載能力和接地系統的每個組合中都是獨一無二的。

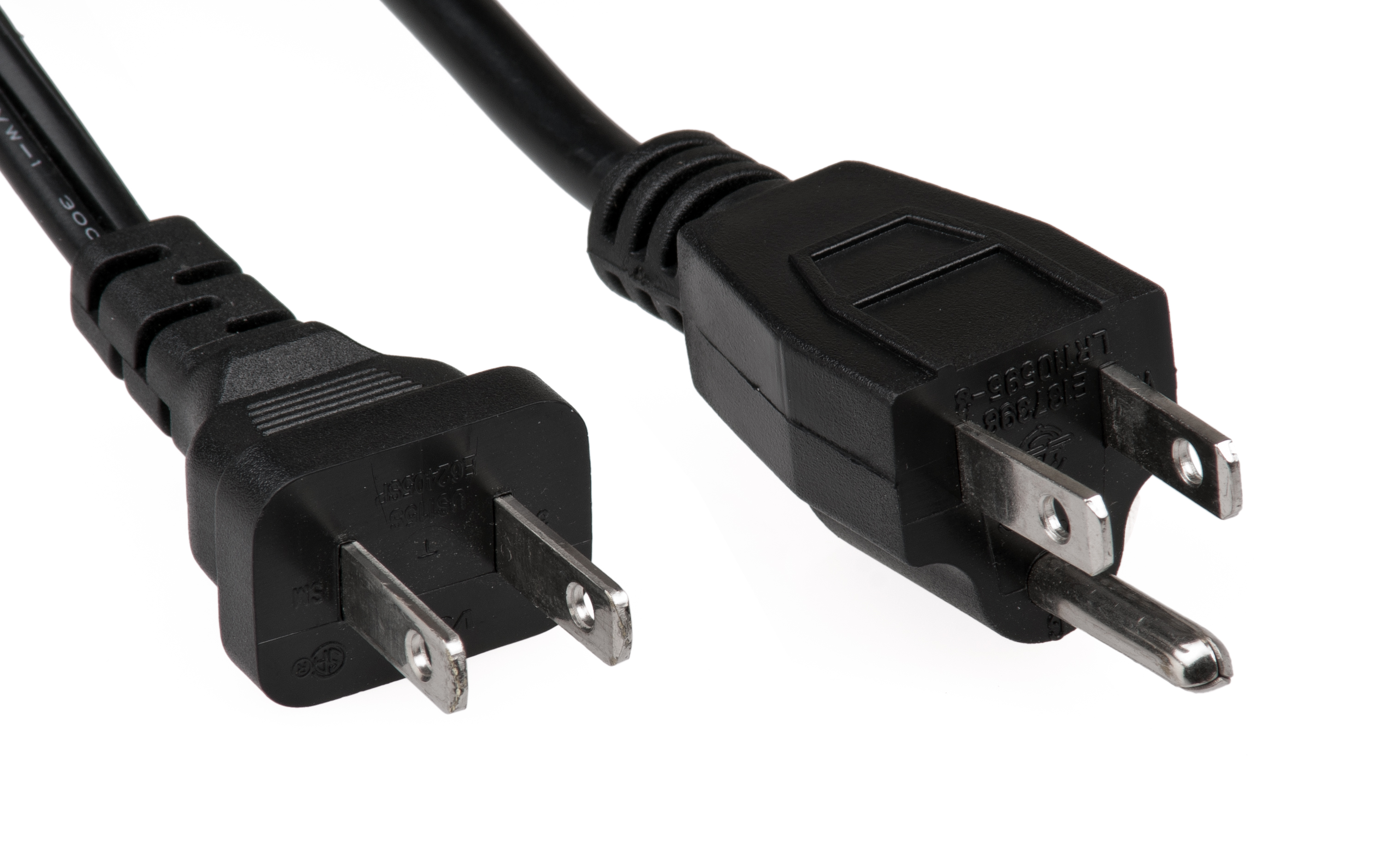
左為非接地的1-15插頭，右為接地的5-15插頭

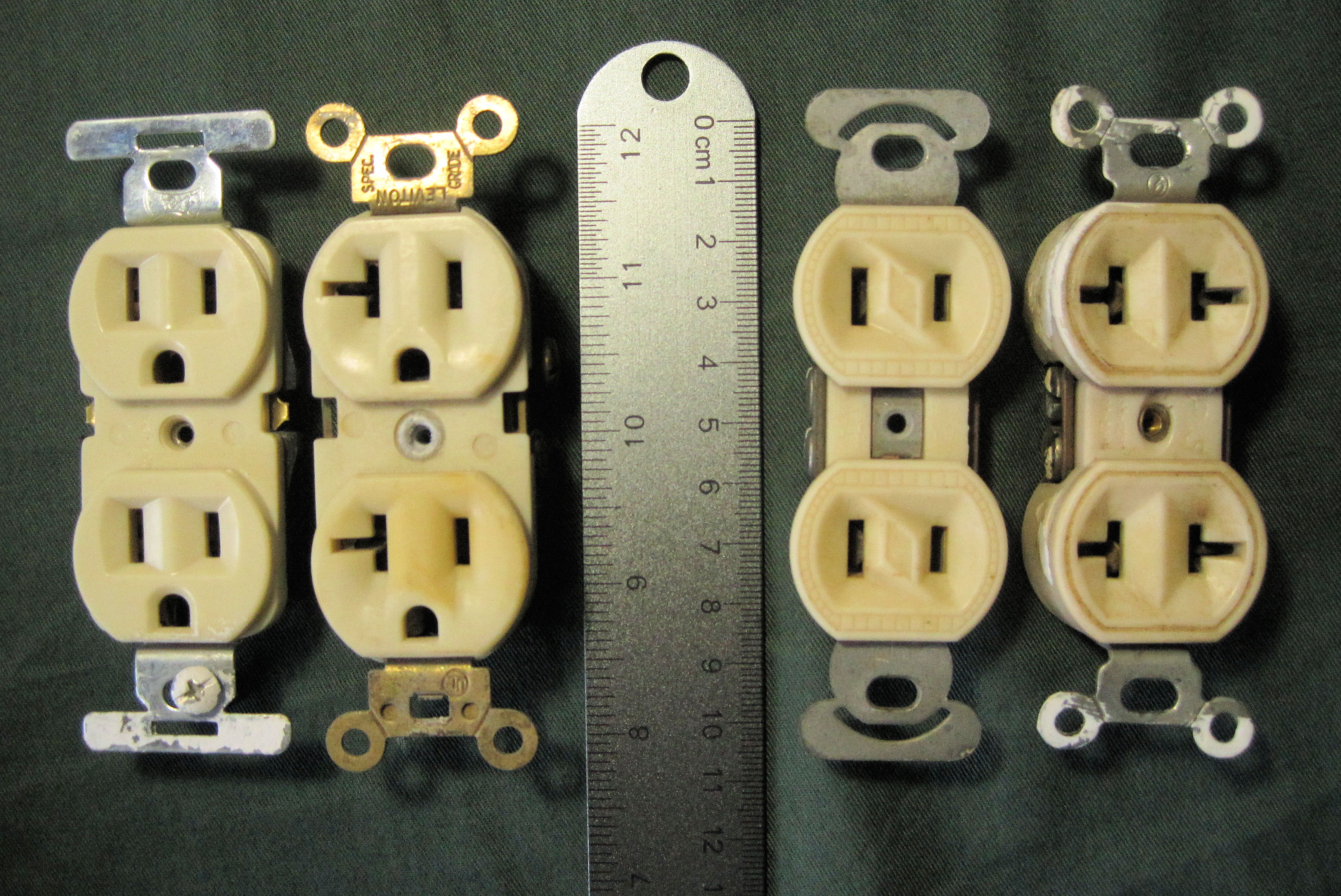
常見的北美125V插座。 其中所有型號都接受1-15P插頭；左邊的兩個接受接地的5-15P插頭；其中，左邊的第二個也接受5-20P插頭。 最左邊的NEMA 5-15R插座最常見；而最右邊的兩個設計通常在舊建築中看到。

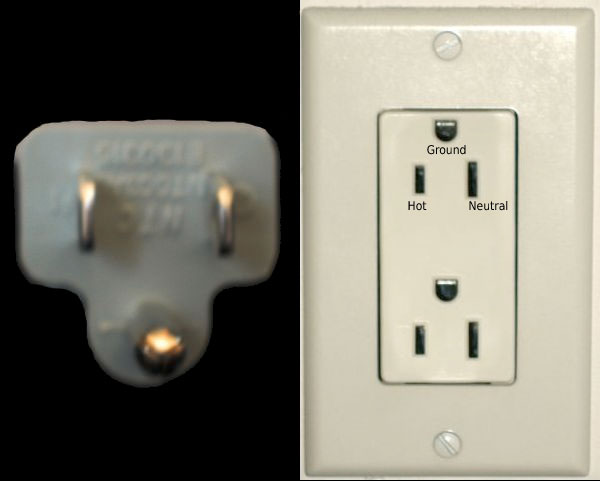
NEMA 5-15插頭與插座

NEMA 1-15P（單相，無接地）和NEMA 5-15P（單相，含接地）常用於一般的家用電氣裝置，NEMA 5-15R是美國、加拿大（CSA C22.2 No. 42）、台灣、墨西哥（NMX-J-163-ANCE）和日本（JIS C 8303）的標準15A插座。
而其他插頭和插座型號多用於特殊目的或重型應用。
電氣連接器的尺寸標準是ANSI/NEMA WD-6，可從NEMA網站獲得。

## 命名法

NEMA連接器，使用紫色文字列出了它們在美國的常見用途

NEMA連接器按照字母數字程式命名，包括：字首“L”（含有鎖扣的插座，用於防止脫落）、數字（系列型號）、連字元-、數字（電流數）、字尾（「P」代表插頭，「R」代表插座）。
NEMA連接器有兩種基本分類：直刀片和扭鎖型（扭鎖型號的開頭帶有L）。 其中的金屬導電接片通常非正式地稱為「插頭」（如「3插頭」）。 以「L」為字首的型號則擁有彎曲刀片以及扭鎖連接器。 扭鎖型號多用於重型工業和醫用裝置，因其需要加強穩固性以防止意外斷開。
連字元- 前面的數字編碼代表型號所屬的系列，其與與之連線的端子、電線、電壓以及相數（單相或三相）有關。 而帶接地端子的連接器被描述為比無接地端子有更多的電線，例如單相、三線；或三相、五線等。 非接地裝置可以是單相、兩線；三相、三線等。
連字元後面的數字是裝置的額定電流值。 這個數字後面是字母「R」表示插座，或「P」表示插頭。
例如，5-15R是普通的125V單相三線插座，額定功率為15A。 而L5-15R雖然具有相同的額定電額，但是其為一種扭鎖設計，與直插的5-15設計在物理上不相容。 5-30R具有相同的單相三線配置和125V額定電壓，但額定電流為30 A。
儘管NEMA標準中有好幾種非接地裝置型別，但現今只有三種被廣泛使用。包括1-15、10-30以及10-50。
此外，也有不遵循此命名規律的其他型號NEMA連接器，其中包括：ML系列（以最小尺寸命名的所謂「Midget Locking」連接器）、TT（用於將旅行拖車和其他休閒車輛連線到外部電源）、SS系列（「將船隻連線到岸上電源的」連接器）和FSL系列（用於軍事和飛機應用）。
一些NEMA插頭的電源（非接地）葉片末端附近的小孔用於方便製造；如果存在，則必須具有指定的直徑和位置。 此外，小型掛鎖可用於這些孔，透過物理上來防止將鎖定的插頭插入電源插座，從而「鎖定」危險裝置。 自1949年以來，人們還發明了許多插座裝置，使用這些孔來固定插座槽內的接片，也可使用相應的閂鎖來使得插頭無法拔出。
NEMA連接器的葉片在尺寸標準中標識如下：「G」標示接地線，「W」標示中性線，「X」、「Y」和「Z」則是火線。 而單相連接器只有一個標示為「X」的火線。

#### NEMA系列型號表格
| 線纜組合              | 120/208/240V service                  | 120/208/240V service | 120/208/240V service | 277/480V service | 277/480V service | 277/480V service | 347/600V service | 347/600V service | 347/600V service | 240/415V service | 240/415V service | 240/415V service |
| 線纜組合              |                                       | 非接地系列型號       | 接地系列型號         |                  | 非接地系列型號   | 接地系列型號     |                  | 非接地系列型號   | 接地系列型號     |                  | 非接地系列型號   | 接地系列型號     |
| 火線+中性線           | 120V                                  | 1, ML1               | 5, TT, SS1, ML2      | 277V             | 3                | 7                | 347V             | -                | 24               | 240V             | -                | 25               |
| 火線+火線             | 240V (split-phase) 208V (wye)         | 2                    | 6                    | 480V             | -                | 8                | 600V             | 4                | 9                | 415V             | -                | -                |
| 火線+火線+中性線      | 120/240V (split-phase) 120/208V (wye) | 10, ML3              | 14, SS2              | 277/480V         | -                | -                | 347/600V         | -                | -                | 240/415V         | -                | -                |
| 火線+火線+火線        | 240V (delta) 208V (wye)               | 11                   | 15                   | 480V             | 12               | 16               | 600V             | 13               | 17               | 415V             | -                | -                |
| 火線+火線+火線+中性線 | 120/208V                              | 18                   | 21                   | 277/480V         | 19               | 22               | 347/600V         | 20               | 23               | 240/415V         | -                | 26               |

### 直插連接器
NEMA非鎖扣連接器都使用各種扁平和摺疊形狀的接片（接地連接器上使用的圓形引腳除外）。 透過拉回插頭體，可以將插頭與插座分離。 這些連接器的插槽與接片設計使不同型號的連接器不會意外地互通。
NEMA壁式插座可以安裝在任何方向上。 NEMA、美國國家電氣法規和加拿大電氣法規都沒有規定首選方向，但國家電氣承包商協會的國家電氣安裝標準（NECA 130-2010）都規定接地的首選位置位於上方。 當插座的接地刀片在底部時，中性線在左上角，火線在右上角。 以下所有描述都假設了這種方向（即120V插座版本的順時針順序為接地、中性線、火線；插頭則按逆時針順序）。

#### NEMA 1
這種「雙插」設計，有兩個扁平的平行非共面接片片和插槽，在北美大部分地區和南美洲東海岸用於燈具；消費電子產品，如時鐘、收音機和電池充電器；以及其他不需要接地的小型電器。
所有NEMA 1型號都是單相非接地裝置，額定電壓為125V。 1-15P插頭有兩個平行的扁平刀片，寬16.4毫米（1/4吋），厚1.5毫米（0.06吋），長15.9-18.3毫米（5⁄8-23⁄32吋），間隔12.7毫米（1/2吋。
自1962年以來，美國和加拿大的新建築中禁止使用1-15R插座，但其仍保留在許多舊建築中，這種過時的型號仍然僅供維修使用。 自1974年1月1日起，所有新的電源插座都需要接地連線，使用接地插座（通常為5-15R或5-20R），其同時接受接地和非接地插頭。 更換過時的NEMA 1插座為NEMA 5插座需要重新佈線額外的接地導體，或者為兩線非接地型號（當接地導體不可用時）使用帶有接地故障電路斷路斷路器的NEMA 5插座。
無接地的NEMA 1插頭仍然被小型電器和電子裝置製造商普遍使用，因為該設計成本低，尺寸緊湊，並且它們與現代接地NEMA 5插座向上相容。 並且標準也允許由於洩漏電流風險低而不需要接地的電器使用非接地插頭，例如雙絕緣裝置。
在舊的插頭設計中，兩個刀片的寬度相同，因此插頭可以從正反兩個方向插入插座。 但自1948年以來製造的許多插頭都是帶極性的；中性刀片寬7.9毫米（5/16吋），比線形刀片寬1.6毫米（1/16吋），因此插頭只能以一個方向插入。 帶極性1-15P插頭無法插入非極性插座，因為該插座只有狹窄的插槽。 帶極性1-15P插頭可以插入5-15R接地插座，這些插座的中性線插槽具有與帶極性插頭相同的更寬的插槽。 一些不區分中性線和火線的裝置，如內部隔離交流介面卡，仍然使用非極性窄刀片生產。 一種Cheater插頭介面卡允許接地的5-15P插頭與非接地1-15R插座匹配。 介面卡包括一個鏟子凸耳，通常透過用於連線出口面板的蓋子螺釘連接接地。 這種介面卡在某些司法管轄區是非法的，比如整個加拿大。
有一些過時的非接地插座，物理上能夠接受1-15P（120V 15A）、1-20P（120V 20A）、2-15P（220V 15A）或2-20P（220V 20A）插頭。 這些插座通常存在於較舊的住宅樓中，根據當前的法律已經不允許安裝此類插座，因為除了缺乏接地外，如果為電壓不符合的裝置連線，這些過時的插座會允許連線的裝置過熱並造成火災危險。 由於缺乏接地，這些有問題的插座很容易識別，且這類插座上的兩個開口都是側面的“T”形開口。 由於電壓不匹配的潛在危險，因此，只要可以，就應該更換這種插座。 
帶有狹窄絕緣面的日本插頭和插座看起來與NEMA 1-15相同，這種非接地插座在日本仍然很常見（儘管接地5-15R和5-20R插座正在慢慢變得越來越常見）。 此外，日本型號包含了對插頭外殼更嚴格的尺寸要求、不同的標記要求以及METI或JIS的強制測試和批准。
1-15P、1-20P和1-30P插頭以及1-15R插座都存在NEMA標準。 而之所以沒有1-20R和1-30R插座，是因為1-20P和1-30P可以與相應的NEMA 5插座相容。
- 無極性1-15P插頭有2個相同的刀片。帶極性1-15P插頭上的一個刀片更寬。帶有整合插頭引腳的交流介面卡，與非極性NEMA 1-15P相匹配 較新的NEMA 1-15插頭具有更寬的保護面（中間），其具有安全優勢；電動玩具的插頭（右）具有明顯的寬面，以防止電擊。一根1932年的NEMA 1電源線，具有寬大的保護面，以防止接觸帶電接片。日本的接地電源插座，帶有獨立的接地端子日本的另一種接地電源插座，同時擁有5-20插孔與獨立接地端

#### NEMA 2
所有NEMA 2裝置都是單相非接地裝置，其中兩條線均為火線，且兩者相位差180°，其額定電壓為250V。 雖然存在2-15、2-20和2-30的標準，但該系列已經過時，只有Hubbell仍然生產2-20裝置（用於維修目的）。

#### NEMA 3
該系列裝置適用於277V的單相兩線非接地裝置。 根據NEMA的說法，這是「為未來的配置保留的」，因此該系列沒有設計，也沒有製造任何裝置。

#### NEMA 4
該系列裝置適用於600V的單相兩線非接地裝置。 該系列與NEMA 3系列相同，是「為未來配置保留的」，因此，其也沒有設計、沒有製造任何裝置。

#### NEMA 5
典型的5-15R家用插座
5-20R T型槽插座，頂部有接地孔。 中性線是右側更寬的T形插孔。
所有NEMA 5裝置都是單相三線接地裝置，額定功率為125V。其中，5-15、5-20和5-30分別為1-15、1-20和1-30的接地版本， 其新增的是一個直徑為4.8毫米（3/16吋）的圓形或U形接地，而中性線與火線葉片長3.2毫米（1/8吋）（因此裝置在連接電源之前就已經接地）。
與5-15P插頭相比，5-20P插頭的中性葉片旋轉90°並移動，因此其內緣距離火線約12.7毫米（1/2吋）。 5-20R插座有一個T形中性孔，可以同時接受5-15P和5-20P插頭。 5-20R插座的可接受替代版本有一個矩形插槽，只接受5-20P插頭。 5-30和5-50在物理上更大，電源引腳之間有25.4毫米（1吋）；5-30還有一個L形的中性接片。 然而，這些電流較大的型號並不常見，因為功率很大的精密機械通常需要帶有鎖扣的設計來防止插座意外脫落。
值得注意的是，5-15P插頭上的中性線接片並不總是比火線接片寬，因為接地已經可以防止極性反接。
國際電氣安全基金會表示：「切勿拆下接地（圓柱形接頭），使三插頭適合雙插插座。」除了失去接地的危險外，拆除接地還可能使插頭的極性保護被破壞，可能會損壞電器。
5-15R和5-20R是迄今為止北美自二十世紀中葉以來建造的建築中最常見的插座。 它通常安裝在雙工配置中；兩個插座可能共享一個公共電路，或者每個插座可以單獨佈線，有時也會連線到交換機。
截至2013年11月，在美國和加拿大，新的住宅建築需要使用擁有防護門的插座，這可以防止鑰匙等較扁而薄的金屬物體插入插座導致觸電。 這種結構是透過聯鎖機制實現的，該機制需要同時插入火線接片和中性線接片，以釋放阻塞插槽的小門， 而接地槽沒有被門堵住。
在電影和劇院的舞臺照明中，這個連接器有時非正式地稱為PBG（帶接地的平行刀片）、U-ground、愛迪生或Hubbell，這是一家普通製造商的名字。 （“Hubbell”這個名字可能會令人困惑，因為幾個不同的連接器根據公司、行業和使用情況共享這個名字。） 在電影和電視製作行業，使用這種型別的連接器（通常與12 AWG或10 AWG線）的延長線被稱為「Stinging」。一般來說，照明技術人員使用這些延長線為額定功率在2000W或以下的燈提供電力。
在國際上，NEMA 5-15P插頭和NEMA 5-15R插座是國際電工委員會IEC 60906-2標準IEC系統的基礎，用於家用和類似目的的插頭和插座插座。

#### NEMA 6
所有NEMA 6裝置都是用於208和240V電路的三線接地裝置，額定最大250V，6-15、6-20和6-30分別是2-15、2-20和2-30的接地版本。 6-15類似於5-15，但其兩接片呈水平，間隔18.3毫米（23/32吋）。 20A的6-20插頭有一個旋轉90°的刀片（與2-15或5-15插頭上的“線”刀片面對面）。 這可以防止將插頭意外插入使用不同電壓的插座），6-20R插座有一個T形孔，可以同時接受6-15P和6-20P插頭（類似於接受5-15P和5-20P插頭的5-20R插座）。
6-15R和6-20R插座通常與「工業」或「商業」級5-15R和5-20R插座在同一流水線上製造，所有4種插座在不同的面板後共享相同的T觸點。 粘附在插座上的面板決定了插座的最終配置。
30A的6-30插頭和插座看起來與6-15相似，但要更大。 此外，高電流的直插版本相對很少見，而L6-30等扭鎖插頭或直接佈線相比之下更常見。 一般來說，6系列非鎖定插頭用於冷氣機、商業廚房裝置和偶爾的家庭電弧焊機等電器。而單相6-50通常用於農場的筒倉卸貨機，並與長達61米（200呎）的6口徑柔性電源線一起使用。 6-50也會用於電弧焊機。 一些電動汽車充電站製造商在短線上為30-40A 2級EVSE配備6-50插頭，儘管這正變得不那麼常見，製造商現在更青睞更常見的14-50插頭。
NEMA 6裝置雖然指定為250V，但也可用於208V或240V電路，通常取決於建築物是否有三相或分相電源。 在許多酒店和汽車旅館房間裡發現的NEMA 6-20R或6-30R通常提供分相或兩相三相208 V。

#### NEMA 7
NEMA 7裝置是額定電壓為277V的單相接地連接器。 15A的7-15插頭具有類似I型插頭的「烏鴉腳」中性線與火線，但帶有B型插頭標誌的U形接地。 7-20型號則有一個放大的火線接片。7-30則是一個直徑更大的連接器，具有L形的中性線。7-50則有一個放大的中性線引腳。

#### NEMA 8
NEMA 8裝置適用於480V的單相三線接地裝置。 據NEMA稱，這是「為未來配置保留的」，因此該系列沒有設計，也沒有製造任何裝置。

#### NEMA 9
NEMA 9裝置適用於600V的單向三線接地裝置。 該系列與NEMA 8系列一樣，是「為未來配置保留的」，因此該系列同樣沒有設計，也沒有製造任何裝置。

#### NEMA 10
現已棄用的NEMA 10-30插頭有一個中性引腳（在照片的頂部），但沒有專用的接地接片
NEMA 10系列裝置是一種現已棄用的系列型號，它以前在美國很受歡迎，常用於乾燥機、廚房大電器和其他高功率裝置。 但現在NEMA 14-30R和14-50R連接器通常取代了用於這些方面的NEMA 10連接器。 NEMA 10被歸類為125V/250V非接地，其使用方式為間接將電器框架接地到中性線，這種接法在《國家電氣法規》中納入單獨安全接地的要求之前很常見。
與通常使用的那樣，10-30和10-50插頭需要透過連接到中性線接片的電線間接接到裝置的外框架。 安全操作依賴於中性線反過來連線到斷路器或保險絲盒的接地。 如果中性線斷裂、斷開或產生高電阻，電器框架可能會通電到危險的電壓。 現代慣例是需要一個單獨的安全接地導體，其唯一目的是轉移不安全的電壓，並且在正常執行期間不攜帶大量電流。
根據1947年至1993年版《國家電氣法典》（1996年版禁止），依靠中性線是洗衣機和乾燥機的法律接地方法。 但由於北美烘乾機和其範圍內的某些元件（定時器、燈、風扇等）在120V上運行，這意味著間接用於接地的中性線也會攜帶電流，即使在非故障的條件下也是如此。 雖然這與現代接地做法相反，但這種「祖父級」的設施在美國的老房子裡仍然很常見。

#### NEMA 11
NEMA 11系列裝置適用於250V的三相三線非接地裝置，NEMA指定了20A的11-20、30A的11-30和50A的11-50連接器的設計。

#### NEMA 12
NEMA 12系列裝置適用於480V的三相三線非接地裝置。 據NEMA稱，這是「為未來配置保留的」，因此該系列沒有設計，也沒有製造任何裝置。

#### NEMA 13
NEMA 13系列裝置適用於600V的三相三線非接地裝置。 該系列與NEMA 12系列一樣，是「為未來配置保留的」，因此該系列同樣沒有設計，也沒有製造任何裝置。

#### NEMA 14
NEMA 14系列裝置是單相四線接地裝置，額定電流值從15A到60 A。 額定電壓為250V。 在直插的NEMA 14型號中，只有14-30和14-50是常用的。 14-30常用於乾燥機，14-50常用於電動烹飪用具，其也可以用於電動汽車的家庭充電。 NEMA 14連接器基本上是上述中NEMA 10系列的替代品，因其增加了單獨的接地接片。
所有NEMA 14裝置都提供兩個火線，一個中性線和一個接地線，當由分相電源供電時，允許120V和240V；而如果是三相電源，則允許120V和208V。 14-30的額定電流為30 A，並有著L形的中性線接片。 14-50的額定電流為50 A，且有著直狀的中性線接片，因此它不會與14-30連接器匹配。
NEMA 14-50裝置經常出現在房車公園裡，因為它們用於大型休閒車的「岸上電源」連線十分合適。 此外，以前通常透過14-50連接器將移動汽車適配器連線到公業電源。 較新的應用包括特斯拉的車輛充電移動連接器，該連接器以前建議安裝14-50的家用插座。
- NEMA 14-30和14-50插座
- 乾燥機使用的14-30插座和插頭

#### NEMA 15
NEMA 15是額定電壓為208V的三相接地連接器。 適用於接地和無中性線的三相電路。 該系列中每個型號的直葉片都帶有三個相位之一。

#### NEMA 16
NEMA 16是額定電壓為480V的三相接地連結器。 據NEMA稱，這是「為未來配置保留的」，因此該系列沒有設計，也沒有製造任何裝置。

#### NEMA 17
NEMA 17是額定電壓為600V的三相接地連結器。 該系列與NEMA 16系列一樣，是「為未來配置保留的」，因此該系列同樣沒有設計，也沒有製造任何裝置。

#### NEMA 18
NEMA 18是額定電壓為120/208V的三相四線非接地連結器，採用Y型接法，擁有三根火線和一根中性線。

#### NEMA 19
NEMA 19是額定電壓為277/480V的三相四線非接地連結器，採用Y型接法。 根據NEMA的說法，這是「為未來的配置保留的」，因此該系列沒有設計，也沒有製造任何裝置。

#### NEMA 20
NEMA 20是額定電壓為347/600V的三相四線非接地連結器，採用Y型接法。 該系列與NEMA 19系列一樣，是「為未來配置保留的」，因此該系列同樣沒有設計，也沒有製造任何裝置。

#### NEMA 21
NEMA 21是額定電壓為120/208V的三相五線接地連結器，採用Y型接法。 跟據NEMA的說法，這是「為未來配置保留的」，因此該系列沒有設計，也沒有製造任何裝置。然而，有針對20A和30A的NEMA L21系列鎖定裝置，可用於這些應用。

#### NEMA 22
NEMA 22是額定電壓為277/480V的三相五線接地連結器，採用Y型接法。 該系列與NEMA 21系列一樣，是「為未來配置保留的」，因此該系列同樣沒有設計，也沒有製造任何裝置。 然而，為20A和30A裝置指定了NEMA L22系列鎖定裝置，可用於這些應用。

#### NEMA 23
NEMA 22是額定電壓為347/600V的三相五線接地連結器，採用Y型接法。 該系列與NEMA 22系列一樣，是「為未來配置保留的」，因此該系列同樣沒有設計，也沒有製造任何裝置。  然而，NEMA L23系列鎖定裝置適用於20A和30A的裝置，可用於這些應用。

#### NEMA TT-30
NEMA TT-30插頭和插座（插座中心的孔不是接觸點，而是安裝螺絲）
NEMA TT-30（TT代表旅行拖車）連接器是120V 30A休閒車標準，也稱為RV 30。 TT-30R插座在美國和加拿大的幾乎所有房車公園中都很常見，除20世紀70年代以來製造的大型房車外，所有房車都使用這種插頭連線到電源。
這個插頭的外觀有時與額定電壓為240V的NEMA 10連接器混淆，但NEMA TT-30是一個120V的裝置。 與NEMA 10裝置（角度分別為30°和60°）不同，其火線和中性線接片從垂直角度為45°和90°，且插頭也比NEMA 10略小，比普通5-15P插頭大。 該型號接地是圓形的，就像直插NEMA接地裝置上的一樣。 參照圖片，方向與NEMA 5插頭和插座相同，中性刀片在右下角。

### 扭鎖連接器
扭鎖連接器由Harvey Hubbell III於1938年首次發明，「Twist-Lock」仍然是Hubbell Incorporated的註冊商標，儘管該術語通常用於指任何公司製造的NEMA鎖定連接器。 鎖定連接器使用彎曲的接片。 一旦推入插座，插頭就會旋轉，其旋轉的接片就會鎖入插座。 要拔出插頭，就需要反向旋轉後拔出。 扭鎖連接器在工業和醫用環境中提供了更可靠的連線，因為振動或撞擊可能會斷開非扭鎖連接器。
扭鎖連接器有各種標準化配置，除了名稱包括「鎖定（ Locking） 」的「L」外，這些型號也遵循與直插型號相同的命名方案。 扭鎖連接器的設計使電壓、電流不同的型號不會意外地互通。其存在許多型號，而下面只列出了少數型號。 其他型別包括用於船舶的連接器、用於飛機的400Hz電路和直流應用。
然而，扭鎖連接器的一個明顯缺點就是，如果電纜被不小心拉得太用力，插頭不會從插座上掉出來，而是電導體可能會從插頭中暴露出來，如果電路正在運作，這就會造成危險的短路或觸電危險。不過 在大多數情況下，這可以透過品質優秀的連結器來避免。

#### ML
ML系列「Midget Locking」連接器是額定電流為15A的紐所連接器。
ML-1連接器為單相，無接地，額定電壓為125V。
ML-2連接器為單相，帶接地，額定電壓為125V。
ML-3連接器為單相，無獨立接地，額定功率為125V/250V。

#### SS
SS系列「Ship-to-shore」連接器適用於50A海岸電力應用。
SS1-50連接器為單相，帶接地，額定功率為125V。
SS2-50連接器為單相，帶接地，額定功率為125/250 V。

#### NEMA L1
NEMA L1系列為單相，非接地，額定電壓為125V。 存在15A裝置（L1-15）的設計和裝置。

#### NEMA L2
NEMA L2系列為單相，非接地，額定電壓為250V。 存在20A裝置（L2-20）的設計和裝置。

#### NEMA L3和L4
這些裝置將用於277V和600V的單相非接地裝置，其類似於直插NEMA 3和4系列，但從未由NEMA指定。

#### NEMA L5
NEMA L5連接器是一系列額定電壓為125 V的雙向接地扭鎖連接器。L5-30R插座在為停靠船隻供電的碼頭很常見。而在一些用於連線岸上電力的房車上你也會發現它們。美國的房車配備了120V 30A或240V 50A的輸入，並使用電纜連線到露營地的插座，通常在帶有一個或多個插座的電源底座上，提供120V 30A（TT30R）、240V 50A（14-50R）或120V 15/20A（5-20R）輸出。 電源線的房車端使用電壓和電流合適的扭鎖插座，以及連線到底座一端的非扭鎖插頭。

#### NEMA L6
NEMA L6連接器的最大額定電壓為250V。 根據相位配置，它們適用於標稱電源電壓為208V或240V的單相三線電路。 L6連接器不提供中性連線。
L6-20連接器最多提供20A的電流，通常出現在機櫃電源供應器（PDU）中。 最常見的應用是在伺服器室和資料中心中，這些連接器用於為伺服器、備份系統和UPS裝置等裝置供電。
L6-30連接器最多提供30A的電流，並傾向用於重工業部門。 例如工業裝置或大型電動工具以及焊接工程和其他製造機械。

#### NEMA L7
NEMA L7是額定電壓為277V的單相接地連接器。 通常來說，這些連接器存在於商業或工業照明電路中，特別是在金屬鹵素燈常見的地方。

#### NEMA L8
NEMA L8是額定電壓為480V的單相接地連接器。 適用於單相三線接地電路。

#### NEMA L9
NEMA L9是額定電壓為600V的單相接地連接器。 適用於單向三線接地電路。

#### NEMA L10
NEMA L10系列是由兩根火線加中性線組成的單相三線非接地裝置，適用於125/250V單相。 由於缺乏接地，這些裝置已被棄用，但L10-20和L10-30裝置由NEMA指定，並且在商業上可用。

#### NEMA L11
NEMA L11系列裝置是250V的三相三線非接地裝置。擁有 15A（L11-15）、20安A（L11-20）和30A（L11-30）裝置的設計，L11-20和L11-30裝置可至少從一家製造商（Bryant Electric）獲得商業用途。

#### NEMA L12
NEMA L12系列裝置是480V的三相三線非接地裝置。 擁有20A（L12-20）和30A（L12-30）裝置的設計，L12-20和L12-30裝置可從至少一家製造商（Bryant Electric）獲得。

#### NEMA L13
NEMA L13系列裝置是600V的三相三線非接地裝置。 擁有30A（L13-30）裝置的設計，L13-30裝置可從至少一家製造商（Bryant Electric）獲得。

#### NEMA L14
NEMA L14是三相四線接地連接器，額定電壓為125V/250V。 其標稱電源電壓為240V或208V火線-火線和120V火線到中性線電路。
這些連接器在家用備用發電機和大型音訊系統中的功率放大器機架上很常見。

#### NEMA L15
NEMA L15是額定電壓為250V的三相接地連接器。 用於三相電路。

#### NEMA L16
NEMA L16是額定電壓為480V的三相接地連接器。 用於三相電路。

#### NEMA L17
NEMA L17是額定電壓為600V的三相接地連接器。 用於三相電路。

#### NEMA L18
NEMA L18是額定電壓為120V/208V的三相四線無接地連接器。 用於Y型接法的三相電路。

#### NEMA L19
NEMA L19是額定電壓為277V/480V的三相四線非接地裝置。 擁有20A（L19-20）和30A（L19-30）裝置的設計，L19-20和L19-30裝置至少從一家製造商（Bryant Electric）獲得。

#### NEMA L20
NEMA L20是額定電壓為347V/600V的三相四線非接地裝置。 擁有20A（L12-20）和30A（L20-30）裝置的設計，L20-20和L20-30裝置可從至少一家製造商（Bryant Electric）獲得。

#### NEMA L21
L21-30插頭和插座
NEMA L21是額定電壓為120V/208V的三相五線接地連接器。 其適用於需要中性線和接地線的三相電路。 其中間的圓柱是接地用的，含直角的接片是中性線。 這些連接器在配電中很常見。 許多活動生產公司使用扭鎖連接器的電源分配器作為饋線電纜，以及12個及以上的L21-30連接器，每個連接器都可以分解成三個單獨的120V電路。

#### NEMA L22
NEMA L22是額定電壓為277V/480V的三相五線接地連接器。 其適用於需要中性線和接地線的三相電路。 其中間的圓柱是接地用的，含直角的接片是中性線。

#### NEMA L23
NEMA L23是額定電壓為347V/600V的三相五線接地連接器。 其適用於需要中性線和接地線的三相電路。 其中間的圓柱是接地用的，含直角的接片是中性線。